# Бити, Мэдисен
Мэдисен Бити (англ. Madisen Beaty; род. 28 февраля 1995) — американская актриса, известная своими ролями Дейзи Фуллер в «Загадочная история Бенджамина Баттона» (2008), Дорис Солстед в «Мастер» (2012), Фрэнсис Уилкинсон в «Джеми Маркс мёртв» (2014) и Тейл Бэнкс в телесериале ABC Family «Фостеры» (2013—18).

## Жизнь и карьера
Бити родилась в Сентенниал, в штате Колорадо. В 2008 году в возрасте 13 лет дебютировала в кино, сыграв роль десятилетней Дейзи Фуллер в драматическом фильме «Загадочная история Бенджамина Баттона». В 2010 году снялась в независимом фильме «Пятеро». В том же году вместе с Торой Бёрч снялась в главных ролях в фильме «Договор на беременность». Позже она играла главные роли в телесериалах «АйКарли» (Лесли, эпизод «IWAS Pageant Girl») и «Морская полиция: Спецотдел» (Кристин Хаскелл, эпизод «Мёртвое небо»). За последнюю роль актриса получила награду «Молодой артист».
В 2012 году снялась в роли Дорис Солстад в фильме Пола Томаса Андерсона «Мастер», где в главных ролях снялись Филип Сеймур Хоффман, Хоакин Феникс и Эми Адамс. В ноябре 2015 года стало известно о том, что Бити будет играть постоянную роль официантки Патти Кренуинкл в телесериале NBC «Водолей». В 2016 году актриса планирует сняться вместе с Чадом Майклом Мюрреем и Люком Уилсоном в триллере/вестерне «Изгои и Ангелы». В 2019 году сыграла роль Кренуинкел в фильме Квентина Тарантино «Однажды в… Голливуде».

## Личная жизнь
В декабре 2014 года Бити подготовила запретительный приказ против своего бывшего бойфренда, Кемерона Брауна, которого обвинила в насилии по отношению к ней и её собаке. Согласно этому приказу Браун не должен контактировать с актрисой.

## Фильмография

### Фильмы
| Год  | Название                              | Роль                  | Примечания      |
| ---- | ------------------------------------- | --------------------- | --------------- |
| 2006 | Незакрытые скелеты                    | Молодая Криста        | Короткометражка |
| 2007 | Обрывистый                            | Школьница             | Короткометражка |
| 2008 | Загадочная история Бенджамина Баттона | Дейзи Фуллер (10 лет) |                 |
| 2010 | Пятеро                                | Эйдлин                | Direct-to-video |
| 2010 | Адалин                                | Патрисия              | Короткометражка |
| 2012 | Рок Барнс: Император в тебе           | Венди                 |                 |
| 2012 | Мастер                                | Дорис Солстад         |                 |
| 2014 | Джеми Маркс мёртв                     | Фрэнсис Уилкинсон     |                 |
| 2015 | Доля                                  | Дженна                | Короткометражка |
| 2016 | Другие люди                           | Ребекка               |                 |
| 2016 | Преступники и ангелы                  | Шарлотта Тилдон       |                 |
| 2016 | В сияющем городе                      | Бет Юрли              |                 |
| 2018 | Узел смерти (Клоувхич)                | Кэсси                 |                 |
| 2019 | Однажды в… Голливуде                  | Патрисия Кренуикел    |                 |

### Телевидение
| Год       | Название                   | Роль                | Примечания                      |
| --------- | -------------------------- | ------------------- | ------------------------------- |
| 2008      | Семьянин                   | Джули Бекер         | Телефильм                       |
| 2010      | АйКарли                    | Лесли               | Эпизод: «iWas a Pageant Girl»   |
| 2010      | Необыкновенная семейка     | Сара Берг           | Эпизод: «Необыкновенный звонок» |
| 2010      | Договор на беременность    | Сара Дуган          | Телефильм                       |
| 2010      | Морская полиция: Спецотдел | Критсин Хаскелл     | Эпизод: «Мёртвое небо»          |
| 2011      | Мисс Бихэв                 | Сэм                 | 6 эпизодов                      |
| 2012      | Счастливые люди            | Элизабет            | Телефильм                       |
| 2016      | Водолей                    | Патрисия Кренуинкел | 10 эпизодов                     |
| 2013—2018 | Фостеры                    | Таня Бэнкс          | 15 эпизодов                     |
| 2018      | Здесь и сейчас             | Эмма                | 2 эпизода                       |